# 透射係數

由於黑線兩邊的介質不同，造成了入射波的透射與反射。在黑線右邊，朝著右方傳播的波是透射波。在黑線左邊，朝著左方傳播的波是反射波

透射係數專門表示透射波的振幅或強度，相對於入射波的振幅或強度。當波從一種介質傳播到另外一種不同的介質的時候，當波傳播的介質有不連續處的時候，就會有透射與反射的產生。原本傳播的波，稱為入射波。透過不連續處的波，稱為透射波。沒有透過不連續處，而反向傳播的波，稱為反射波。
在不同的學術界，透射係數有不同的定義。

## 光學
主條目：透射比
在光學裏，透射是一種物質容許光波穿越的性質。在這穿越的過程中，一部分入射的光波可能會被物質吸收。例如，一個藍濾光器，因為吸收了紅波長與綠波長的光波，看起來是藍色的。假若用白光往藍濾光器照射過去，透過的光是藍色的，因為紅波長與綠波長已被藍濾光器吸收了。
透射係數和透射率（透射比）是電磁波穿越一種表面或一種光學元件的一種測量值。透射係數可以用波的振幅或強度來計算。
透射率（英語：Transmittance）指透射波与入射波的功率比，透射係數（英語：transmission coefficient）是透射波与入射波的振幅比。
通常情况下，功率的透射率是用 T 表示，而振幅的透射系数用小写 t 表示。

## 量子力學
在量子力學裏，透射係數與相關的反射係數是用來描述一個入射的波，在遇到屏障後，產生的波行為。透射係數是透射的機率，時常用來描述粒子穿越屏障的機率。
更具體的，透射係數{\displaystyle T\,\!}是用入射波的機率流{\displaystyle j_{incident}\,\!}與透射波的機率流{\displaystyle j_{transmitted}\,\!}來定義的：
{\displaystyle T={\frac {j_{transmitted}}{j_{incident}}}\,\!}。
類似地，反射係數{\displaystyle R\,\!}是用入射波的機率流{\displaystyle j_{incident}\,\!}與反射波的機率流{\displaystyle j_{reflected}\,\!}來定義的：
{\displaystyle R={\frac {j_{reflected}}{j_{incident}}}\,\!}。
由於機率是守恒的，
{\displaystyle T+R=1\,\!}。
關於透射係數與反射係數的計算實例，請參閱有限位勢壘。

## WKB近似
主條目：WKB近似
採用WKB近似方法，可以得到一個穿隧係數{\displaystyle T\,\!}：
{\displaystyle T={\frac {e^{-2\int _{x_{1}}^{x_{2}}dx{\sqrt {{\frac {2m}{\hbar ^{2}}}\left(V(x)-E\right)}}}}{\left(1+{\frac {1}{4}}e^{-2\int _{x_{1}}^{x_{2}}dx{\sqrt {{\frac {2m}{\hbar ^{2}}}\left(V(x)-E\right)}}}\right)^{2}}}\,\!}；
其中，{\displaystyle x_{1},\ x_{2}\,\!}是位勢壘的兩個經典回轉點。
假若，我們取普朗克常數的經典極限，{\displaystyle \hbar \rightarrow 0\,\!}，我們可以觀察到，透射係數正確地改變為0。
假若，透射係數超小於1，則透射係數可以近似估為
{\displaystyle T\approx 16{\frac {E}{U_{0}}}(1-{\frac {E}{U_{0}}})e^{-2L{\sqrt {{\frac {2m}{\hbar ^{2}}}(U_{0}-E)}}}\,\!}；
其中，{\displaystyle L=x_{2}-x_{1}\,\!}是位勢壘的壘寬。

## 參閱
- 反射係數
- 量子穿隧效應
- 有限位勢壘